# Dieter Hussing
Dieter Hussing (* 21. Mai 1936 in Bochum; †  30. April 2015 in Hanau) war ein deutscher Politiker der CDU. 
Hussing war von Beruf zunächst Metallformer. Seit 1959 war er hauptamtlicher Arbeitersekretär der Katholischen Arbeitnehmer-Bewegung im Bistum Fulda. Zudem war er Kreisvorsitzender der Christlich-Demokratischen Arbeitnehmerschaft und stellvertretender Landesvorsitzender der Arbeitsgemeinschaft christlicher Arbeitnehmerorganisationen in Hessen.
Seit 1968 war Hussing Stadtrat in Hanau. Er war von 1969 bis 1972 und erneut von 1973 bis 1976 Mitglied des Deutschen Bundestages. 1969 wurde Hussing über die Landesliste Hessen gewählt. Am 16. November 1973 rückte er für den verstorbenen Abgeordneten Berthold Martin nach.